# Elektrodynamiska lager

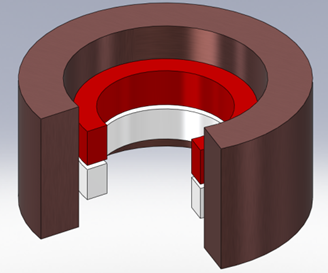
Axiellt magnetiserad ringmagnet omsluten av en kopparcylinder. En tvådimensionell genomskärning med tillhörande teknisk beskrivning nedan

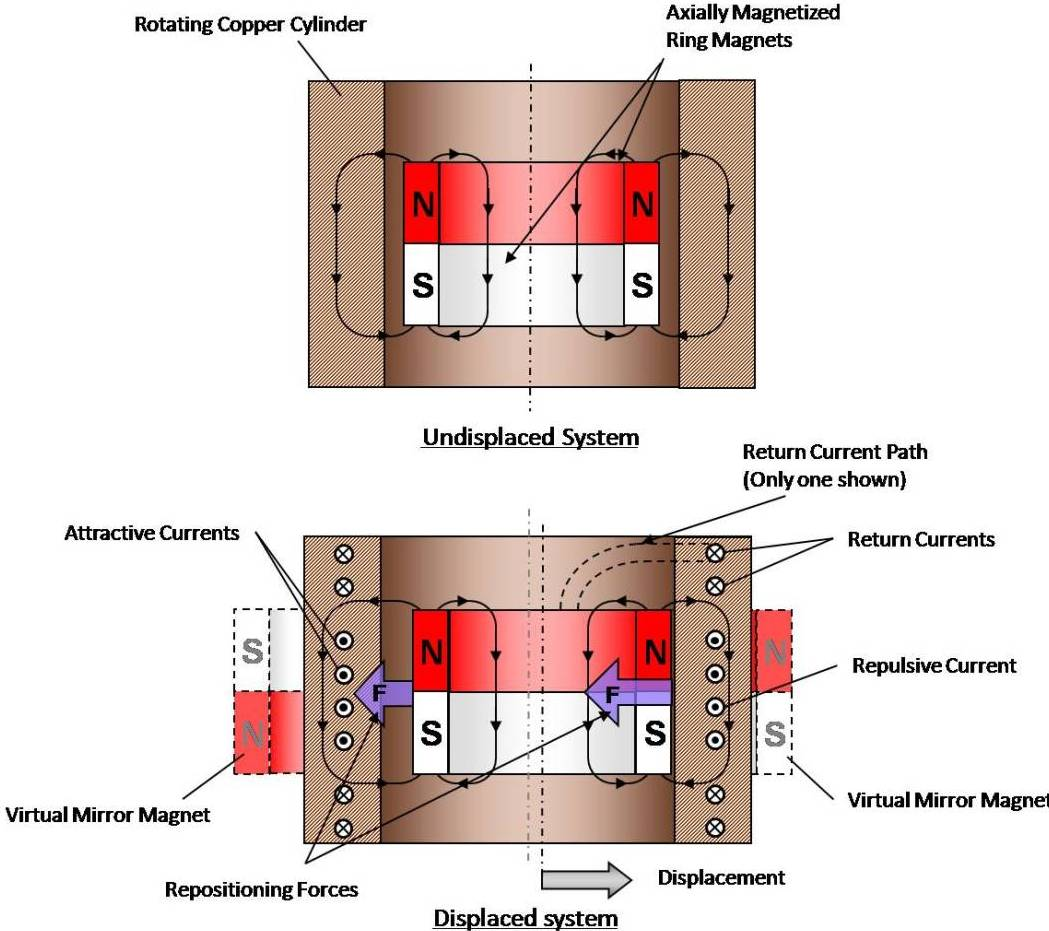
Magnetisk spegling - grundprincipen för homopolära elektrodynamiska lager

Elektrodynamiska lager (EDB) är en typ av lager för att hålla roterande axlar på plats. 
Tekniken bygger på induktion av virvelströmmar i en roterande elektrisk ledare som befinner sig i ett magnetfält. Virvelströmmarna är sådana att de motverkar de förändringar i magnetfältet som är deras upphov i enlighet med Lenz lag.  Det elektriskt ledande materialet agerar på så sätt som en "magnetisk spegel". 
Före mitten av 1990-talet ansågs dämpningen av virvelströmmarna problematisk. Detta löstes av Dr. Torbjörn Lembke  med uppfinningen homopolära elektrodynamiska lager och senare behandlat i Lembkes doktorsavhandling vid KTH i Stockholm.  Dr Lembke var först med att ta patent på homopolära elektrodynamiska lager vilket skedde på företaget Magnetal . Från 2010 började flera forskare bekräfta Dr. Lembkes upptäckter. 